# Докшицер Тимофій Олександрович
Тимофій Олександрович (Тевель Шевелевич) Докшицер (нар. 13 грудня 1921, Ніжин, Чернігівська губернія, Українська СРР — пом. 16 березня 2005, Вільнюс, Литва) — радянський і російський трубач, педагог і диригент. Народний артист Російської РФСР, професор Російської Академії Музики імені Гнесіних.

## Біографія
Батьки майбутнього трубача — музикант духового оркестру Шевель Тевелевич Докшицер (1885—?), уродженець Ніжина, і Люба Нохимівна Слезова-Лузман (1897—?), родом з Козельця, уклали шлюб 15 травня 1918 року в Ніжині.
У 1932 році сім'я переїхала до Москви, де Тимофія Докшицера узяли на виховання до оркестру 62-го кавалерійського полку, і з цього ж часу почав навчатися грі на трубі в дитячих класах музичного училища імені Глазунова у соліста оркестру Великого театру Івана Василевського. З 14 років навчався в музичній школі в класі Михайла Табакова, а також грав у Балалаєчному оркестрі Центрального будинку Червоної армії, у складі якого виступав у різних містах СРСР.
До цього часу відноситься знайомство Докшицера з композитором Володимиром Пескиним, згодом написав спеціально для нього ряд творів для труби. У 1941 році Тимофій Докшицер брав участь у другому Всесоюзному конкурсі виконавців на духових інструментах і завоював на ньому третю премію (перші дві не були присуджені).
У роки німецько-радянської війни Тимофій Докшицер ― музикант оркестру штабу Московського військового округу, в його складі він брав участь у параді на Червоній площі 7 листопада 1941 року. З 1945 році Докшицер продовжив навчання у Табакова в Музично-педагогічному інституті імені Гнесіних, і того ж року вступив за конкурсом до оркестру Большого театру. У 1947 році, на Міжнародному конкурсі в Празі ― першому, де брали участь радянські виконавці на духових інструментах, ― Докшицер отримав першу премію. Тимофій Докшицер закінчив інститут у 1950 році, а з 1952 року навчався в класі оперно-симфонічного диригування Московської консерваторії у Лео Гінзбурга. З 1957 року ― року закінчення консерваторії ― Докшицер періодично виступав як диригент у Большому театрі, проте, не відчуваючи себе професійним диригентом, з 1971 року відійшов від цієї діяльності.
Педагогічна діяльність Тимофія Докшицера тісно пов'язана з Музично-педагогічним інститутом імені Гнесіних, де він працював спочатку як асистент свого вчителя М. Табакова, а потім викладав сам. За роки педагогічної роботи Докшицера в інституті з його класу вийшло понад 100 висококласних музикантів, у тому числі 15 лауреатів Міжнародних конкурсів. Музикант також охоче давав майстер-класи і концерти як в Радянському Союзі, так і за кордоном.
У 1989 році в Нідерландах Тимофій Докшицер переніс операцію на серці. З 1990 року разом з другою дружиною, Монною Рачгус, жив у Вільнюсі.
Помер 2005 року у Вільнюсі, похований на Донському кладовищі в Москві.

## Творчість
Тимофій Докшицер ― один з найбільших солістів-трубачів XX століття. До його репертуару входили як класичні твори для труби, так і твори, написані спеціально для нього. Серед композиторів, які написали свої твори для Докшицера ― Мечислав Вайнберг, Олександр Арутюнян, Олександра Пахмутова, Ейно Тамберґ та інші радянські й закордонні композитори. Докшицер — автор численних перекладень для труби творів, написаних для інших інструментів, зокрема — скрипкових. Багато творів записані і надалі перевидані на компакт-дисках (вибрана дискографія Докшицера включає більш двадцяти дисків). У 1960-1980-ті роки Тимофій Докшицер виступав із сольними концертами в багатьох містах СРСР і країнах світу.
Тимофій Докшицер — автор трьох книг: «Шлях до творчості», «З блокнота трубача» і «Сурмач на коні».

## Родина
- Перша дружина — Фаїна Семенівна Хавкша, філолог.
  - Син — Сергій Докшицер (1948—1991), фаготист.
- Друга дружина — Монна Янівна (Іванівна) Рачгус (Рачгус-Докшицер, нар. 1921), скульптор-кераміст.
- Брат — Володимир Докшицер[8].